# Leipziger BC 1893
Leipziger Ballspiel-Club – niemiecki klub sportowy z Lipska. Założony 6 marca 1893 jako klub piłkarski i krykietowy. Klub nie odnosił wielkich sukcesów, jednak przeszedł do historii jako jeden z członków założycieli  Niemieckiego Związku Piłki Nożnej (Deutscher Fußball Bund or German Football Association) w Lipsku w 1900, gdzie był reprezentowany przez Oskara Büttnera.
Przedtem LBC odegrało istotną rolę w formowaniu  w 1896 Verband Leipziger Ballspiel-Vereine, części Verbande Mitteldeutscher Ballspiel-Vereine.
Piłkarze tego klubu grali w koszulkach w biało-żółte, pionowe pasy oraz w ciemnoniebieskich spodenkach. Klub miał także sekcję tenisa.